# Dascyllus albisella
Dascyllus albisella är en fiskart som beskrevs av Gill 1862. Dascyllus albisella ingår i släktet Dascyllus och familjen Pomacentridae. Inga underarter finns listade i Catalogue of Life.